# FRIDAY PUNCH★
FRIDAY PUNCH★（フライデー・パンチ）は、FM-FUJIで2016年4月3日から放送しているワイド番組。2021年3月までは日曜日に放送されており、『SUNDAY PUNCH★』というタイトルで放送されていた。

## 概要
屋外でアクティブに活動する全ての方々に届ける番組で、最新ニュースやスポーツ、ゲストコーナー、ハワイからの中継、東京の街角からの生中継など様々な情報を網羅しながら進行していく。
2016年、日曜デイタイムの縦長6時間ワイド『SUNDAY DESIGNS』の後番組として『SUNDAY PUNCH★』の題で放送開始。2021年4月改編で現行の放送枠での放送を終了。金曜日に放送曜日を移動した上でタイトルも『FRIDAY PUNCH★』に改題して、東京支社STUDIO ViViDから本社スタジオへ変わって生放送となる（イマヤス・露木も引き続き出演）。

## パーソナリティ

### 現在
DJ
- イマヤス（2016年4月3日 - ）
- 露木麻土香（2016年4月3日 - ）

レポーター
- 福永和也（2017年4月2日 - ）

### 過去
レポーター
- 河村陽介（2016年4月3日 - 2017年3月26日[1]）

## 主なコーナー
太字は担当者である。

### 現在
- 13:00 ARTIST PUNCH★（ゲストコーナー）
- 14:00 100％ハワイ（Mihoko Taylor） - KZOOとの同時生放送（現地時間は土曜日19:00）である。
- 福永和也の東京で全国行脚 - 都内の街角から全国各地の幅広いご当地情報を紹介するコーナー。

### 過去
- 河村陽介の1000円ランチ - 1000円以内で食べられる都内のランチ・グルメを紹介するコーナー。